# 아네테 스트뢰위베르
아네테 스트뢰위베르(Annette Strøyberg, 1936년 12월 7일 ~ 2005년 12월 12일)는 덴마크의 배우이다.

## 출연 작품
- Les liaisons dangereuses (1959)
- Blood and Roses (1960)
- I Don Giovanni della Costa Azzurra (1962)
- Lo scippo (1963)